# Castel (restaurant)
Pour les articles homonymes, voir Castel.
Castel, dit également chez Castel, est un club privé comprenant deux restaurants, un bar à cocktails, une discothèque, deux fumoirs et un salon privé. C'est un établissement du quartier Saint-Germain-des-Prés dans le 6e arrondissement de Paris fondé par l'animateur de soirée Jean Castel en 1962, surnommé alors « roi des nuits parisiennes » avec Régine. L'établissement acquiert une renommée particulière dans les années 1960 et 1970.

## Historique
Castel se situe 15, rue Princesse, près du boulevard Saint-Germain, tout près du Café de Flore, dans un hôtel particulier de trois étages qui avait été une épicerie qui vendait des boissons alcoolisées tard dans la nuit.
L'établissement comporte des salons richement meublés et décorés de velours rouge et de dorures, avec un restaurant gastronomique ambiance bistrot de luxe et une discothèque au sous-sol d'une capacité de 250 personnes environ.
Castel devient à partir des années 1960 l'un des endroits les plus sélects et fermés de Paris, dont la direction se réserve alors le droit d'entrée. Il est impératif d'être accompagné d'un fidèle du lieu, muni de sa carte de membre.
L'établissement est un haut lieu chic et distingué du Tout-Paris des soirées parisiennes où se rencontrent personnalités politiques, vedettes du show business, journalistes, mondains, acteurs, hommes d'affaires, sportifs, mannequins, etc.
Le propriétaire de l'établissement est Jean Castel, ancien patron de l'Épi club du boulevard du Montparnasse, en 1962 et jusqu'à la restructuration qui a débuté en juin 2010.
On comptait parmi les habitués de Castel Pierre Bénichou et Claude Brasseur, qui fréquentaient le club depuis son ouverture. Il est un lieu phare des nuits parisiennes dans les années 1960 et 1970 avec comme directeur l'ancien joueur de tennis de Coupe Davis Jacques Renavand et où on peut croiser Michel Audiard, Roland Topor, Johnny Hallyday, Jean-Pierre Cassel, Sacha Distel, Coluche, Jacques Martin, Philippe Junot, Caroline de Monaco, Catherine Deneuve, Françoise Dorléac, Anna Karina, Jean-Paul Belmondo, Jean-Pierre Marielle, Thierry Le Luron, Serge Gainsbourg, Brigitte Bardot, Roger Vadim, Françoise Sagan, Aristote Onassis, Stávros Niárchos, Alix Chevassus, Olivier de Kersauson, Carlos, Antoine Blondin, Jacques Dutronc, Antoine, Brian Jones, Mick Jagger, Françoise Hardy, Anita Pallenberg, Zouzou, ou encore Amanda Lear, à une époque où à part le Jimmy's de Régine, la plupart des établissements sont fermés après minuit. Il revient à la mode dans les années 1980 grâce aux fêtes du Caca's club de Frédéric Beigbeder, Édouard Baer, Hermine de Clermont-Tonnerre et Victoire de Castellane. Les habitués disposent d'une carte de membre, le record étant atteint en 1987-1988 avec 2 500 personnes. Castel connaît un recul dans les années 1990. Il est racheté en 1997 au bord du dépôt de bilan par Philippe Fabien, patron du Queen.
L’établissement rouvre en octobre 2010 après des travaux ; sa façade passe du rouge au noir et la décoration intérieure laisse place à des murs anthracite et à des banquettes en cuir, se substituant au velours et aux angelots rococo.
Après une nouvelle fermeture et une nouvelle rénovation avec le retour de la façade rouge, le restaurant et le club sont repris par une autre génération menée par Frédéric Beigbeder qui revient sur l'un des lieux de sa jeunesse, entraînant avec lui Charles Beigbeder, Laurent de Gourcuff, propriétaire de nombreux clubs, et les héritiers des Galeries Lafayette, ainsi que ceux de Weston et Bonpoint. Les travaux coûtent 1,5 million d'euros, et comprennent l'installation d'une bibliothèque et d'un jardin d'hiver. La direction artistique du club est confiée à André Saraiva (qui fait installer une toile de Keith Haring, un collage d'Erró, une photo d'Awen Jones, trois dessins de Roland Topor ou encore des œuvres de Pierre Molinier) et l'ouverture a lieu à l'automne 2014,.

## Prix littéraire
Depuis 2017, le prix Castel ou le prix Castel du Roman de la nuit est le premier prix littéraire à célébrer une œuvre romanesque parue dans l’année en cours et inspirée par la nuit. Remis chaque année au mois de mars chez Castel, il récompense les auteurs vivants de la scène littéraire française et internationale. Parrainé par Jacques-Antoine Granjon la première année puis Grégoire Chertok depuis lors, les jurés d’honneur furent successivement Sandrine Bonnaire, Jean-Claude Dreyfus, Frédéric Mitterrand, Agnès Touraine,  Frédéric Taddeï et Arielle Dombasle.

## À travers les guides
« Au temps du fameux « orchestre des vieilles dames », on mangeait plutôt mal chez Castel qui pourtant adore les bons petits plats. », écrivent en 1965 dans le Guide Julliard de Paris, Henri Gault et Christian Millau. Les deux chroniqueurs ajoutent aussitôt que Jean Castel a eu, depuis, « la bonne idée d'engager un chef digne de ce nom » et que « dans la salle à manger 1900, décorée de petits bronzes et de photographies irrésistibles » on peut désormais faire « un simple mais honnête dîner : saucisson chaud, côte de bœuf et sur commande, plats savants : oie à l'ancienne ou le saumon Brillat-savarin ». Coût du dîner à l'époque : 35 francs.
En 1967, le guide Paris Snob de Claude Guilleminot et Rosine Vidart classe Castel comme « le plus sympathique de tous les clubs-discothèques ». « Une raison à cela : autour de Jean Castel s'est regroupée une bande d'amis étroitement unis. Des amis de tous âges, de tous milieux ayant des points communs. Deux sens plutôt : celui de l'amitié et celui de l'humour. Ce sont des gens qui cultivent un certain art de vivre, qui dépensent du temps pour le seul plaisir d'orner leur vie, de monter un canular ou de réussir un cadeau d'anniversaire pour un ami. » Notation supplémentaire : « Attention, filtrage sévère à la porte. Ayez l'air sympathique et dans le vent. »
En 1993, le guide Gault et Millau écrit : « Seuls les véritables membres et quelques amis pénètrent dans la demeure castélienne. La crème de l'intelligentsia, des quartiers huppés et des noms en vue s'y donne rendez-vous pour boire jusqu'à plus-soif, souper dans l'intimité des salons, ou danser, histoire de gambiller après avoir entendu les derniers potins parisiens. Les années passent et le culte se confirme. »

## Castel dans la culture populaire
Dans le film de Jean-Marie Poiré Le père Noël est une ordure sorti en 1982, le pharmacien monsieur Poinsot, incarné par Jacques François, voit son « réveillon chez Castel » en galante compagnie plusieurs fois contrarié par les interventions et les maladresses de plusieurs autres protagonistes qui font appel à lui pour soigner une blessure et salissent son costume blanc.
Jacques Dutronc évoque brièvement le restaurant (« les filles de Chez Castel ») dans sa chanson J'aime les filles.

## Sources
- Guide Julliard de Paris de Henri Gault et Christian Millau, 1965
- Paris Snob de Claude Guilleminot et Rosine Vidart, Éditions Denoël, 1967
- Guide Gault & Millau, Paris, 1993
- On va s'gêner, émission de Laurent Ruquier sur Europe 1 du 23 juin 2010